# Marie-Anett Mey
Marie-Anett Mey (ur. 3 czerwca 1971 w Paryżu) – francuska piosenkarka muzyki eurodance oraz reggae. Karierę rozpoczęła w 1994 roku współpracą z Tonym Cotturą oraz później z Rodneyem Hardisonem. Znana głównie z występów w zespole Fun Factory.